# فندق جراند 2019 (مسلسل)
فندق جراند هو مسلسل تلفزيوني درامي غامض أمريكي تم تطويره بواسطة براين تانين، استنادًا إلى المسلسل التلفزيوني الأسباني فندق جراند الذي أنشأه رامون كامبوس وجيما آر نييرا. عُرض المسلسل لأول مرة في 17 يونيو 2019، على قناة أية بي سي، وبطولة ديميان بشير، روزلين سانشيز، دينيس تونتز، براين كريج، ويندي راكيل روبنسون، لينكولن يونس، آن وينترز، فيليز راميريز، وجوستينا أدورنو. فندق جراند هو من إنتاج رامون كامبوس وتيريزا فرنانديز فالديز وبوب دايلي وبيل ديليا وإيفا لانغوريا وبن سبيكتور. تظهر لونجوريا باستون أيضًا في المسلسل في دور متكرر. تم إلغاء فندق جراند في أكتوبر 2019 بعد موسم واحد.

## الممثلين والشخصيات

### الأساسية
- ديميان بيشير بدور سانتياغو ميندوزا، بطريرك عائلة ميندوزا ومالك فندق جراند (ريفيرا)، الذي ورثه عن زوجته الراحلة بياتريس. هو جافي وأليسيا ووالد جايسون وكارولينا وزوج أم يولي.
- روزلين سانشيز في دور جيجي ميندوزا، زوجة سانتياغو الثانية التي كانت أيضًا أفضل صديق لبياتريز. هي والدة كارولينا ويولي وجافي وأليسيا وزوجة أبي جيسون.
- دينيس تونتز بدور أليسيا ميندوزا، ابنة سانتياغو التي تخرجت مؤخرًا بدرجة ماجستير في إدارة الأعمال من كلية إدارة الفنادق بجامعة كورنيل وتتدخل لمساعدة والدها في إدارة الفندق المريض.
- بريان كريج في دور خافي ميندوزا، ابن سانتياغو المعاق المستهتر الذي يريد أن يتحمل المزيد من المسؤولية
- ويندي راكيل روبنسون بدور هيلين «السيدة. بي» باركر، رئيس الموظفين في الريفيرا
- لينكولن يونس بدور داني، نادل تم تعيينه مؤخرًا في الريفيرا يحقق في اختفاء أخته سكاي، التي كانت تعمل في الفندق
- شاليم أورتيز في دور ماتيو، مدير الفندق واليد اليمنى لسانتياغو الذي يعمل سراً لدائني الفندق
- آن وينترز بدور إنغريد، مدبرة منزل حامل في الريفييرا
- كريس وارين في دور جيسون باركر، والسيدة. نجل P الذي تم الكشف عنه لاحقًا أنه الابن البيولوجي لسانتياغو. كما أنه يعمل كنادل في الريفيرا
- فيليز راميريز في دور كارولينا، ابنة جيجي المهووسة بنفسها وأخت يولي الشقيقة التوأم
- جوستينا أدورنو في دور يولي، ابنة جيجي الشاذة وتوأم كارولينا الشقيق

### متكرر
- أرييل كيبيل في دور سكاي غاريبالدي، طاهٍ في فندق ريفييرا غراند اختفى في ظروف غامضة أثناء إعصار؛ هذا يعني أنها تعرف شيئًا غير سار عن ماضي سانتياغو. كانت سكاي أيضًا صديقة يولي السرية قبل اختفائها.
- جينكارلوس كانيلا في دور إل ري، التي نصبت نفسها «ملك ميامي» ومغني الراب الشهير الذي عينته أليسيا للمساعدة في جذب أعمال جديدة إلى الفندق
- جون مارشال جونز بدور مالكولم باركر، سيدة. زوج سيدة بي ووالد جيسون بالتبني وهو أيضًا رئيس الصيانة والمرافق في الريفيرا؛ تم تشخيص إصابته بسرطان الرئة بعد الانهيار
- مات شيفلي مثل نيلسون، بواب في الفندق الذي يحاول ابتزاز ماتيو بسبب اختفاء سكاي، وينتهي الأمر بالتعرض للشاحنة. ثم يقتله ماتيو في المستشفى للتستر على سره.
- سابرينا تيكسدور بدور ماريسا، مدلكة في الريفيرا تبدأ في إقامة علاقة رومانسية سرية مع يولي.
- إليزابيث ماكلولين في دور هيذر ديفيس، صديقة داني منذ فترة طويلة في الوطن
- ستيفاني شيرك بدور الدكتورة سونيا جرانت، طبيبة الفندق في فندق ريفييرا جراند
- أدريان باسدار في دور فيليكس، زوج جيجي السابق ووالد كارولينا ويولي، الذي يختبئ حاليًا بعد خداع عدد لا يحصى من المستثمرين، بما في ذلك سانتياغو، من مدخرات حياتهم
- كريستينا فيدال بدور المخبر أيالا، المحقق في اختفاء سكاي الذي يظهر لمساعدة داني

### زائر
- كين كيربي في دور بايرون، خطيب كارولينا وابن الأسرة الصينية المقرر شراء الفندق؛ تنتهي عملية البيع والزفاف بعد أن علم بايرون أن كارولينا خدعته مع اّل ري.
- إيفا لونغوريا باستون في دور بياتريس ميندوزا، زوجة سانتياغو الراحلة وأليشيا ووالدة خافي، التي تمتلك عائلتها فندق ريفييرا جراند.
- ريتشارد بورجي مثل مايكل فين، المالك المتغطرس لمجموعة فندق فاين والمنافس الرئيسي لسانتياغو.
- فريدي ستروما في دور أوليفر، وهو زميل سابق في أليسيا يعمل لدى فين كمدير فندق.
- كاتي ساجال بدور تيريزا ويليامز، رئيسة نقابة الجريمة التي يدين لها سانتياغو بالمال.
- كاسي سكيربو بدور فانيسا، مشجعة محترفة يتعامل معها جايسون بشكل رومانسي.
- جيسالين جيلسيج بدور روكسان، والدة إنغريد التي تواصلت مع جافي.

## إنتاج

### تطوير
في 21 نوفمبر 2017، تم الإعلان عن قيام ABC بتطوير نسخة أمريكية من المسلسل التلفزيوني الإسباني Gran Hotel . تم كتابة السيناريو التجريبي لـ Grand Hotel بواسطة Brian Tanen الذي تم تعيينه أيضًا كمنتج تنفيذي إلى جانب Eva Longoria و Ben Spector و Oliver Bachert و Christian Gockel. تشمل شركات الإنتاج المشاركة في البرنامج التجريبي ABC Studios و UnveliEVAble Entertainment. في 2 فبراير 2018، أُعلن أن ABC قد أعطت أمرًا تجريبيًا للإنتاج. في 23 فبراير 2018، أفيد أن كين أولين سيوجه الحلقة التجريبية.
في 11 مايو 2018، تم الإعلان عن أن ABC قد أعطت أمر إنتاج سلسلة. بالإضافة إلى ذلك، أفيد أن رامون كامبوس وتيريزا فرنانديز فالديس، منتجا السلسلة الإسبانية الأصلية، ينضمون إلى المسلسل كمنتجين تنفيذيين. بعد أيام قليلة، أُعلن أن المسلسل سيُعرض لأول مرة في ربيع عام 2019 كبديل في منتصف الموسم. في 12 ديسمبر 2018، تم الإعلان عن تأجيل المسلسل من منتصف الموسم وبدلاً من ذلك سيتم عرضه لأول مرة خلال موسم الصيف مع موعد العرض الأول في 17 يونيو 2019. كان من المقرر أن يتم بثه أسبوعيًا يوم الاثنين خلال الفترة الزمنية 10 مساءً.
في فبراير 2018، أُعلن أن روزلين سانشيز وكريس وارين قد انضمتا إلى فريق العمل الرئيسي للطيار. في مارس 2018، أفيد أن ديميان بشير، ويندي راكيل روبنسون، وشاليم أورتيز، ودينيز تونتز، وآن وينترز، وبريان كريج، ولينكولن يونس، وفيليز راميريز، وجوستينا أدورنو، قد تم اختيارهم في الأدوار الرئيسية الإضافية للطيار. في سبتمبر 2018، أُعلن أن إيفا لونجوريا قد ألقيت في دور البطولة الضيف وأن جينكارلوس كانيلا سيظهر بشكل متكرر. في 15 نوفمبر 2018، أفيد أن جون مارشال جونز وريتشارد بورجي وأدريان باسدار قد تم تمثيلهم في أدوار متكررة. في ديسمبر 2018، تم الإعلان عن انضمام Katey Sagal وFreddie Stroma و Ken Kirby إلى فريق التمثيل بصفة متكررة. ظهرت Arielle Kebbel في المسلسل باسم Sky.

### التصوير
تم التصوير الرئيسي للطيار على مدار ثلاثة أسابيع في مارس 2018 في فندق Fontainebleau في ميامي بيتش ، فلوريدا. بعد أن تم تصوير الطيار في ميامي بيتش والتقطت ABC مجموعة كاملة من الحلقات، توجه طاقم الممثلين والطاقم إلى لوس أنجلوس ، كاليفورنيا، حيث تم إنشاء نسخة مصغرة من Fontainebleau. لا تزال اللقطات الخارجية المعروضة طوال الموسم هي Fontainebleau الحقيقية.

## إطلاق سراح
في 15 مايو 2018، تم إطلاق أول مقطورة رسمية للمسلسل  في 20 كانون الأول (ديسمبر) 2018، تم إصدار صورة ثابتة من السلسلة «أول نظرة».

## استقبال

### استجابة حرجة
في تجميع المراجعة Rotten Tomatoes ، حصلت السلسلة على تصنيف موافقة بنسبة 74 ٪ بمتوسط تقييم 7.01 / 10، بناءً على 19 مراجعة. يقرأ الإجماع النقدي للموقع، «فندق جراند هو صابون صيفي مفعم بالحيوية، يجمع مجموعة براقة من المواهب اللاتينية ويسمح لهم بالارتداد عن بعضهم البعض في منعطفات خيانة قذرة». في Metacritic ، لديها متوسط درجات مرجح 60 من أصل 100، بناءً على 9 نقاد، مما يشير إلى «مراجعات مختلطة أو متوسطة».

## روابط خارجية
- فندق جراند 2019  في قاعدة بيانات الأفلام على الإنترنت (بالإنجليزية)